# Герцович, Яков Бенционович
Яков Бенционович Герцо́вич (1910 — 1976) — советский литературный критик.

## Биография
Член ВКП(б) с 1931 года. Окончил Коммунистический институт журналистики имени С. М. Кирова в Минске (1936). Начал печататься с 1927 года (стихи). Участник Великой Отечественной войны. В 1953—1970 годах работал в журнале сатиры и юмора «Вожык». Автор рецензий и статей, посвящённых проблемам развития белорусской литературы, вопросам писательского мастерства. Некоторые вошли в книгу «Творчае крэда» (1970).
Также автор книги фронтовых зарисовок «На вайне як на вайне» (1969) и сборника сатирических миниатюр «Не пугай адзінай» (1969).

## Отзывы
Яков Герцович имел репутацию критика, всецело следовавшего партийной линии в художественном творчестве. Известна эпиграмма Рыгора Бородулина: «Герцовіч Якаў горка плакаў: / жыць мала, а ня ўсіх абкакаў».

## Сочинения
- «На передовых позициях» (1957)
- «Литература и жизнь народа» (1960)
- «Герои и современность» (1963)
- «Писатели, книги, герои» (1966)